# Lexicographie hébraïque

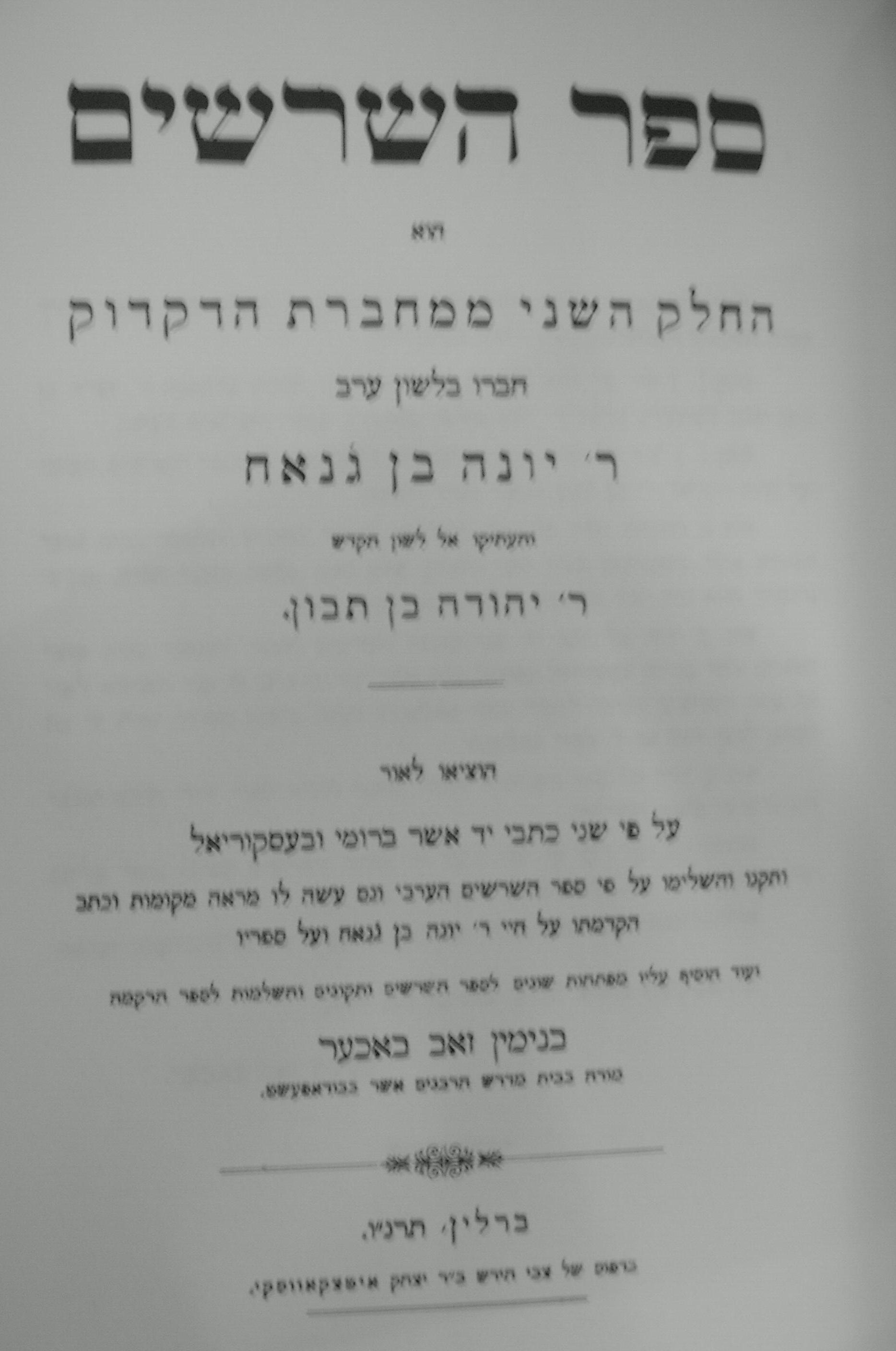
Entête du Sefer Hashorashim (édition Berlin 1897), l'un des principaux travaux de lexicographie hébraïque au Moyen Âge

La lexicographie hébraïque est une science visant au recensement et à l'ordonnance de lexies appartenant à la langue hébraïque, afin de former un lexique d'hébreu, qu'il s'agisse d'une liste de termes utilisables en poésie ou d'un dictionnaire de traductions ou de définitions.
Elle est souvent associée, voire confondue, avec la lexicologie hébraïque, qui permet d'expliquer le fonctionnement des lexèmes du lexique hébraïque. 

## Histoire de la lexicographie hébraïque

### Aux origines de la lexicologie hébraïque
Bien qu'une liste commentée des noms propres de la Bible (grec ancien : Ερμενεία Εβραικῶν Ονομάτων Hermeneia Hebraikön Onomatôn) ait été dressée par un Juif hellénisé, avant d'être complétée Origène (IIIe siècle), et traduite en latin par Jérôme de Stridon un siècle plus tard, il semble qu'elle n'ait eu aucune résonance dans les milieux juifs. Le véritable précurseur de la lexicologie hébraïque semble davantage être la littérature traditionnelle des traductions de la Bible en araméen (Targoum), ainsi que la littérature midrashique des docteurs de la Mishna, qui contient de nombreux commentaires lexicaux sur les mots de la Bible.

### La lexicographie hébraïque médiévale
La lexicographie hébraïque proprement dite naît au Moyen Âge, vers la fin de la période des Gueonim. Outre le lexique de judéo-araméen babylonien réalisé au IXe siècle par Tzemah ben Paltoï, Gaon (directeur de l'académie talmudique) de Poumbedita, dont il ne reste que quelques citations d'auteurs ultérieurs, Saadia Gaon (Xe siècle) réalise les premiers prototypes de lexiques hébraïques. 
Le premier, appelé le Sefer haEgron (Livre de la Collection), est une œuvre de jeunesse rédigée en 903, visant, par le biais de la poésie hébraïque, à promouvoir la langue hébraïque parmi les Juifs, qui en négligent l'étude au profit de l'arabe. Comprenant environ 5000 termes, il est arrangé en deux parties, sur le modèle des lexiques arabes de l'époque ; la première partie suit l'ordre alphabétique des lettres initiales afin d'aider à la production de beaux acrostiches, la seconde partie celui des lettres finales pour obtenir de belles rimes. Dans une seconde édition de son lexique, Saadia fournit des équivalents arabes aux mots de chaque liste, ainsi que des chapitres en arabe sur divers sujets utiles pour les poètes, dont des considérations grammaticales. En effet, et de façon caractéristique, les diverses branches de la linguistique, à savoir la grammaire (qui étudie la formation des mots, leur morphologie, la syntaxe des phrases), la lexicologie et la lexicographie, ne sont pas nettement distinguées dans la littérature linguistique hébraïque jusqu'à l'ère moderne ; en règle générale, un traité considéré comme grammatical comprend des sections lexicographiques et réciproquement.

Le second ouvrage produit par Saadia est le Tafsir al-Sab'in Lafẓah al-Mufrada, un livre plus petit mais fort influent en son temps où l'auteur explique le sens de 70 (plus exactement 90) mots rares ou uniques dans le texte biblique, à l'aide du langage de la Mishna et du Talmud. Là aussi, Saadia vise à réduire l'influence d'adversaires au judaïsme rabbinique, en l'occurrence les Karaïtes (adeptes d'un mouvement juif déniant toute autorité à la tradition orale du judaïsme rabbinique au profit de la libre exégèse de la seule Bible hébraïque), en montrant les limites de la libre exégèse. Ce petit livre a connu de fréquentes réimpressions, notamment celle de Dukes & Ewald, en 1844. Il a également été traduit en anglais et commenté par Samuel Krauss.
Juda ibn Quraysh de Tahort, un contemporain plus âgé de Saadia, élargit le travail de celui-ci, et jette les bases de la philologie sémitique comparée, en publiant une lettre circulaire (Risāla) à la communauté de Fès. La Risāla est divisée en trois sections, la première comparant l'hébreu de la Bible à l'hébreu aramisé de la Mishna, la seconde à l'araméen, la troisième, appelée Sefer ha-Yaḥas, Sefer Av vaEm ou Egron Av vaEm, à l'arabe. Il est probable que le dictionnaire attribué à Ibn Quraysh et non retrouvé soit aussi cette troisième partie. Le livre est devenu un classique de la philologie et a été réédité par Bargès & Goldberg (Paris, 1857).

### Autres grammairiens précurseurs
Ibn Ganach, Manahem Ibn Saruq, Dunash Ibn Labrat, Rabbi Salomon ben Isaac, Abraham Ibn Ezra, David Kimchi et les siens, Elie Levita Habahuc.

## Techniques modernes de lexicographie hébraïque

### Champ d'observation lexicographique
De première importance est le choix du champ d'observation de l'étude lexicographique. Ainsi, en 1859, les professeurs Nathaniel Philippe Sander et Isaac Léon Trenel destinent-ils leur Dictionnaire hébreu-français aux jeunes étudiants et lecteurs  débutants de la Bible hébraïque, soucieux de leur fournir, en tenant compte des données de la grammaire hébraïque classique et de l'exégèse juive traditionnelle, le sens obvie des termes bibliques rencontrés dans le Tanakh. Sander et Trenel partent du principe 33a du Traité Shabbat du Talmud de Babylone : aucun verset n'échappe à son sens littéral (אין מקרא יוצא מידי פשוטו). D'autres choix sont évidemment possibles, comme celui de préparer à une lecture critique du texte, ou celui d'illustrer une nouvelle théorie linguistique. Pour Sander et Trenel, le champ d'observation lexicographique choisi fut pourtant restreint à celui du sens traditionnel du texte massorétique, car ils destinaient leur ouvrage aux élèves des écoles juives et non aux chercheurs ou linguistes universitaires.
Le champ d'observation lexicographique peut fortement se réduire, et viser un domaine particulier du lexique hébraïque. Colette Allouch, auteur de la nouvelle édition revue et corrigée, en 2002, du Dictionnaire français-hébreu de Mordekhaï Marc Cohn, édite ainsi un Vocabulaire bilingue hébreu-français qui rassemble un maximum de termes hébreux qui concernent des domaines très spécifiques.
Les livres didactiques sont probablement ceux qui observent les plus petits champs d'observation lexicographiques, réduits à une leçon voire à une portion de page. Le « Manuel élémentaire de la langue hébraïque » pour les jeunes qui préparaient leur bar mitzvah par l'étude de textes rédigés uniquement en hébreu, ouvrage de Zvi Scharfstein intitulé Hayénou (הַיֵּינוּ de צְבִי שַׁרְשְׁטֵיין) ), fut publié à Lyon en 1943 et porte en page de garde l'Autorisation n° 1450 de la censure du temps! Sous chaque page du manuel figure un petit cadre intitulé מִלִּם (millîm, « des mots ») qui récapitule en une brève liste de mots la dizaine de termes nouveaux fournis par le texte, orthographiés en hébreu massorétique, sans traduction. En fin d'ouvrage un « Vocabulaire hébreu-français » succinct reprend ces mots dans les pages 194 à 208 du manuel.
Le champ d'observation lexicographique le plus large fut sans doute celui abordé, de 1901 à 1922, par le médecin lituanien Eliezer Perlman qui devint célèbre sous le nom de Eliezer Ben Yehoudah. Il consacra sa vie à rédiger un « Trésor de la langue hébraïque » revivifiée, pour lequel il observe le champ total de l'hébreu, biblique et mishnaïque, mais aussi les cultures arabes et gréco-latines. Il fonde en 1880 un «  Comité de la langue » (Vaad HaLashon) qui évoluera vers l'« Association des professeurs » d'hébreu et aboutira en 1953, vingt et un ans après son décès, à l'« Académie de la langue hébraïque » qui supervise toutes les lexies de l'hébreu contemporain, crée de nouvelles entrées dans le lexique hébreu et se défait des termes devenus hors d'usage. Le « Dictionnaire de la langue hébraïque ancienne et moderne » (Milon Halashon Ha’ivrit ha’yshana vehakhadasha) de Eliézer Ben Yehoudah ne sera terminé qu'en 1959, grâce au travail de sa seconde épouse et de son fils Ehud.

### Critères de recensement et de sélection lexicographiques

#### Analyse prélexicale
Le champ d'observation lexicographique étant choisi, le lexicographe recense la première occurrence de chaque mot sous sa forme réelle, qui peut être celle d'un verbe (conjugué), d'un nom (porteur de marques grammaticales notant différents traits grammaticaux tels le genre, ou le nombre), d'un mot invariable (un adverbe par exemple), ou d'un mot-outil. 
- Exemple : le champ d'observation pourrait être le « Cantique des Cantiques »[7] (שִׁיר הַשִּׁירִים אַשֶׁר לִשְׁלֹמֹה) dont le premier verset (    יִשָּׁקֵנִי מִנְּשִׁיקוֹת פִּיהוּ כִּי-טוֹבִים דֹּדֶיךָּ מִייָּיִן ) pourrait littéralement se traduire ainsi : « Il me baisera de baisers de sa bouche ... comme (sont) agréables tes plaisirs d'amour, plus que (ceux) d'un vin ».

Le recensement lexical de cette phrase inventorie les mots suivants, tels que réellement rencontrés dans le texte : יִשָּׁקֵנִי (verbe conjugué au futur, à la troisième personne du masculin singulier, porteur d'un suffixe נִי  à valeur de pronom personnel de la première personne du singulier, traduction « il me baisera »), מִנְּשִׁיקוֹת (nom au féminin pluriel, introduit par le préfixe מִ marquant l'origine, traduction « de baisers »), פִּיהוּ (nom masculin singulier, à l'état construit, porteur du suffixe d'appartenance וּ à valeur de pronom personnel de la troisième personne du masculin singulier, traduction « de sa bouche »), כִּי-טוֹבִים (adjectif masculin pluriel, précédé du mot-outil -כִּי que le français traduirait par la conjonction « comme », traduction « comme agréables »), דֹּדֶיךָּ (nom au masculin pluriel, à l'état construit, porteur du suffixe d'appartenance ךָּ à valeur de pronom personnel de la deuxième personne du masculin singulier, traduction « tes amours »),   מִייָּיִן (nom au masculin singulier, préfixe מִ marquant l'origine, traduction « d'un vin ».
Les mots découverts par cette première analyse ne peuvent intégrer tels quels un lexique au titre de lexies. Tels qu'ils apparaissent dans ce texte, ces mots sont des lexies grammaticalement transformées par le poète pour pouvoir les intégrer dans la syntaxe d'une phrase. Le travail du lexicographe consiste, à ce stade, à extraire de chacun de ces mots la lexie qu'il contient.

#### Lexies verbales
L'analyse radicale d'un verbe fournit sa racine (chorèch), mais une racine verbale n'étant pas une lexie attestée dans la langue hébraïque, la lexicographie de l'hébreu utilise, pour figurer au lexique, une forme verbale la plus proche possible de la racine, à savoir la forme conjuguée du verbe à la troisième personne du masculin singulier au « temps » passé.
- Exemple : le premier mot du « Cantique des cantiques » est le verbe יִשָּׁקֵנִי qui, par abstraction du suffixe personnel נִי donne le futur  יִשַּׁק dont la racine  נשק conjuguée à la troisième personne du masculin singulier du passé donne נָשַׁק « il a baisé ». Cette forme נָשַׁק est la lexie verbale qui figure dans tous les dictionnaires, au regard d'une traduction française « baiser » à l'infinitif [8].

- Remarque : le suffixe personnel נִי est un morphème grammatical que la langue hébraïque n'utilise jamais isolément. Ce suffixe dérive du pronom personnel de la première personne du singulier אֲנִי qui, lui, est vraiment une lexie et figure donc à ce titre au dictionnaire.

#### Lexies nominales
Le deuxième mot rencontré au premier verset du « Cantique des Cantiques » est מִנְּשִׁיקוֹת , construit sur la même racine נשק que le verbe qui le précède. Pour découvrir la lexie qui réfère ce mot, la lexicographie hébraïque abstrait le préfixe מִ figurant à l'initiale du mot (préfixe que le français traduit à l'aide d'une préposition). Reste alors un mot נְּשִׁיקוֹת au féminin pluriel, qu'il faut réduire au singulier pour l'intégrer au lexique hébreu, car celui-ci présente toujours les lexies nominales au singulier. Le lecteur trouvera donc נְשִׁיקָה à la page 61 du Dictionnaire français-hébreu de M.M. Cohn (déjà cité) en face de l'entrée francophone « baiser ».

### Critères de classification lexicographique
La classification la plus commune des lexies suit l'ordre alphabétique, en hébreu comme en français, chacune de ces langues utilisant son alphabet propre. Mais d'autres modes de classifications sont utilisés.